# Commelina trilobosperma
Commelina trilobosperma là một loài thực vật có hoa trong họ Commelinaceae. Loài này được K.Schum. mô tả khoa học đầu tiên năm 1895.